# Cryphia labecula
Cryphia labecula är en fjärilsart som beskrevs av Lederer 1855. Cryphia labecula ingår i släktet Cryphia och familjen nattflyn. Inga underarter finns listade i Catalogue of Life.